# Nissan Magnite
Le Magnite est un crossover du constructeur automobile japonais Nissan.
Il est révélé virtuellement en Juillet 2020 sous le nom de Magnite Concept,.
Il est fabriqué a Chennai, en Inde.

## Caractéristiques techniques

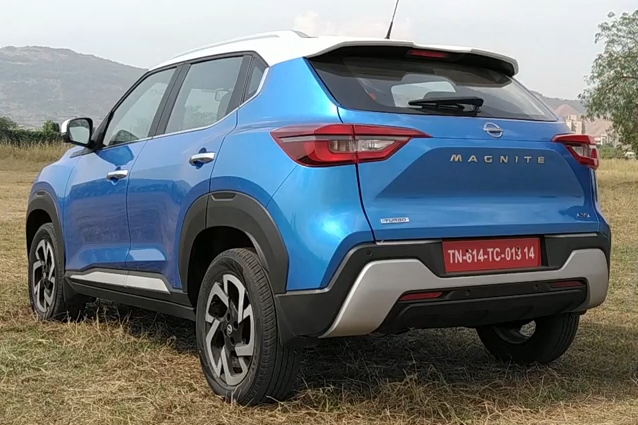
Arrière